# 12-cm-Minenwerfer M.15
Der 12-cm-Luftminenwerfer M.15 war ein Minenwerfer Österreich-Ungarns, welcher im Ersten Weltkrieg zum Einsatz kam.

## Geschichte
Um die Kampfkraft zu verbessern, stellte das Technische Militär Komitee (kurz TMK) im Frühjahr 1915 eine 12 cm-Version des 9-cm-Minenwerfer M.14 vor. Im Grunde war es ein identisches Geschütz, allerdings mit einem größeren Kaliber.
Ursprünglich forderte die Armee 50 Minenwerfer des neuen Typs. Die Forderung wurde jedoch auf zehn reduziert, da Škoda den leistungsstärkeren 14-cm-Minenwerfer M.15 vorstellte und erfolgreich testete. Aus diesem Grund wurde die Kapazität zur Herstellung an dieses Modell vergeben. Zwar erfolgte 1916 noch eine zweite Bestellung von 100 9-cm-Minenwerfern, diese wurde aber im gleichen Jahr wieder storniert.

## Produktion
Vom 12-cm-Luftminenwerfer M.15 wurden insgesamt zehn Stück bei Teudloff & Dittrich in Wien produziert und ausgeliefert.

## Technische Beschreibung
Der Minenwerfer entsprach im Grund dem 9-cm-Minenwerfer M.14. Auch die bekannten Mängel, wie die geringe Reichweite, waren identisch. Dennoch war es möglich, stärkere und 10,5 kg schwere Granaten zu verschießen.

## Einsatz

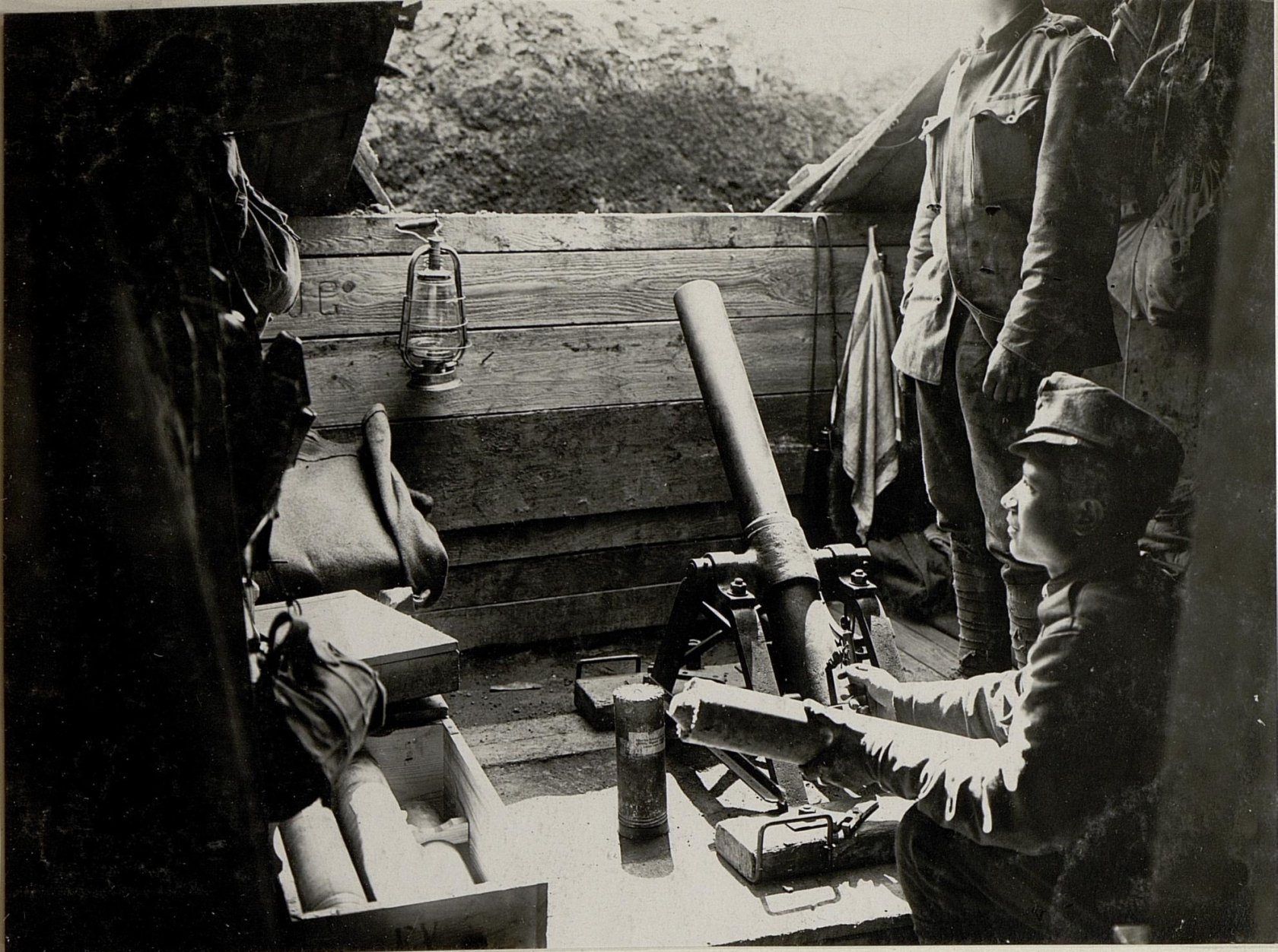
12-cm-Minenwerfer M.15 der 10. Kompanie des Honved Infanterieregimentes 24

Zum Einsatz kam der Minenwerfer bei der österreich-ungarischen Armee unter anderem an der Front bei Dubno 1916, in den Dolomiten auf dem Lagazuoi und an der Piave im Jahr 1918.